# Luci Papiri Cras (cònsol 368 aC)
Luci Papiri Cras (en llatí Lucius Papirius Crassus) va ser un magistrat romà que va viure al segle iv aC. Formava part de la gens Papíria, una família romana d'origen plebeu.
Segons diu Titus Livi, va ser tribú amb potestat consular l'any 368 aC.